# Мария Тереза Савойска
Мария Тереза Антония Маргарита Савойска (на италиански: Maria Teresa Antonietta Margherita di Savoia, на френски: Marie-Thérèse de Savoie; * 31 януари 1756, Кралски дворец в Торино, Сардинско кралство; † 2 юни 1805, Грац, Австрийска империя) е принцеса на Сардиния и Пиемонт по рождение, а по брак – графиня на Артоа и принцеса на Франция (1773 – 1805).

## Произход
Мария Тереза е родена в през 1756 г. по време на управлението на дядо ѝ Карл Емануил III Савойски. Тя е петото дете и трета дъщеря на бъдещия крал на Сардиния Виктор Амадей III Савойски (* 1726, † 1796) и на съпругата му инфанта Мария Антония Бурбон-Испанска (* 1729, † 1785). Има шест братя и пет сестри:
- Карл Емануил Фердинанд Мария (* 1751, † 1819), крал на Сардиния с името Карл Емануил IV (1796 – 1802), съпруг на Мария Клотилда Бурбон-Френска
- Мария Елизабета Карлота (* 1752, † 1753)
- Мария Жозефина Луиза Бенедикта (* 1753, † 1810), съпруга на Луи Ксавие, граф Дьо Прованс, бъдещ крал на Франция
- Амадей Алесандър (* 1754, † 1755)
- Мария Анна Каролина Габриела (* 1757, † 1824), съпруга на чичо си принц Бенедикт Мария Маврикий Савойски, кардинал, херцог на Шабле
- Виктор Емануил I (* 1759, † 1824), крал на Сардиния (1802 – 1821), съпруг на Мария Тереза Австрийска-Есте
- Мария Кристина Йозефина (* 1760, † 1768)
- Маврикий Йосиф Мария (* 1762, † 1799), кардинал, после губернатор на Ница, принц на Онеля, принц на Савоя, съпруг на племенницата си Лудовика Кристина Савойска
- Мария Каролина Антония Аделаида (* 1764, † 1782), курфюрстина на Саксония като съпруга на Антон Климент Саксонски
- Карл Феликс Йосиф Мария (* 1765, † 1731), крал на Сардиния (1821 – 1831), съпруг на принцеса Мария Кристина Бурбон-Неаполитанска
- Йосиф Бенедикт Мария Плацид (* 1766, † 1802), граф на Мориен (-1796) и на Асти (1796 – 1802).

## Биография

### Годеж и брак
След поредица от династични съюзи между Франция и Савоя Мария Тереза е сгодена за Шарл-Филип Френски – граф на Артоа, най-малък син на краля на Франция Луи XV, бъдещ крал на Франция като Шарл X и брат на бъдещия крал на Франция Луи XVI.
След сватбата през 1762 г. на нейната братовчедка принцеса Мария Тереза Луиза Савойска-Каринян с Луи Александър, принц на Ламбал, и сватбата през 1771 г. между по-голямата ѝ сестра Мария Жозефина Луиза с по-големия брат на Шарл – Луи-Станислав-Саверий дьо Бурбон, граф на Прованс, бъдещ крал на Франция като Луи XVIII, през 1773 г. Мария Тереза се омъжва за графа на Артоа. Най-големият ѝ брат принц Карл Емануил Савойски (бъдещ крал на Сардиния) се жени за нейната зълва – принцеса Мария Клотилда Бурбон-Френска през 1775 г. Най-големият ѝ девер – дофинът Луи Огюст (бъдещ крал Луи XVI) се жени през 1770 г. за Мария-Антоанета.
Мария Тереза се омъжва за графа на церемония с пълномощник в Ловния павилион „Ступиниджи“, преди да премине моста Бовоазен между Савоя и Франция, където е предадена от италианската свита на френския си антураж. Официалната брачна церемония се състои във Версайския дворец на 16 ноември 1773 г. Тъй като съпругът ѝ е внук на френския крал, Мария Тереза има ранг на внучка на Франция, но обикновено е наричана Мадам графинята на Артоа (на френски: Madame la comtesse d'Artois).

### Графиня на Артоа
Бракът на Мария Тереза и Шарл е лишен от всякакво влечение и след раждането на децата им двамата фактически не живеят заедно. Графът на Артоа иска да се ожени за братовчедка си Луиза-Аделаида Бурбон, принцесата на Кондè, но това не се случва поради по-ниския ѝ ранг. Освен това в онези години той има връзка с балдъзата си Мария-Антоанета, докато Мария Тереза е една от най-незабележимите фигури от двора на Версай. Малко след сватбените тържества графът отива в Париж при любовницата си Розали Дюте.
Мария-Тереза е описвана като зле оформена, тромава и с дълъг нос, и не е смятана за красавица, макар че нейният тен буди възхищение. Като личност е смятана за напълно незабележима, но въпреки това с добро сърце. Флоримон Клод, граф дьо Мерси-Аржанто, който си кореспондира с императрица на Свещената Римска империя Мария Терезия относно Мария-Антоанета, казва, че Мария Тереза мълчи и не се интересува от абсолютно нищо. Братът на Мария-Антоанета, Йосиф II, император на Свещената Римска империя, казва за нея по време на посещението си във Франция през 1777 г., че тя е единствената в кралското семейство „раждаща деца, но във всички останали аспекти е пълна идиотка." Считана за грозна, скучна, срамежлива и лекомислена, Мария-Тереза бледнее пред блестящия си и игрив съпруг.
През първите ѝ години във Франция трите кралски двойки: графът и графинята на Прованс, графът и графинята на Артоа, Дофинът и Дофината, както и нейната братовчедка принцесата на Ламбал – любимка на Мария-Антоанета, образуват приятелски кръг и участват заедно в аматьорски театрални пиеси, представяни пред Дофина. Това близко приятелство обаче постепенно се влошава след възкачването на Луи XVI на трона през 1774 г.
Приблизително година след пристигането си във Версай Мария Тереза забременява с първото си дете Луи-Антоан, херцог на Ангулем. Той е първото дете от новото кралско поколение, което е важно събитие, тъй като в този момент има притеснения за унаследяването: бракът както на краля, така и на най-големия му брат графът на Прованс са бездетни, а раждането е стресиращо за Мария-Антоанета, по онова време загрижена заради липсата на деца. След това раждане Мария-Антоанета е тормозена от обществеността, че самата тя не е родила. На следващата година Мария Тереза ражда дъщеря си Софи, известна като Мадмоазел д'Артоа, бидейки най-възрастната неомъжена принцеса в двора. Детето умира на 7-годишна възраст през 1783 г. Вторият ѝ син Шарл Фердинанд, херцог дьо Бери, се ражда през 1778 г. Последното ѝ дете Мари-Терез д'Артоа, вероятно кръстена на майка си, умира само на 6 месеца, докато дворът е в Шоази льо Роа.
Преди срещата на Генералните щати всеки член на кралското семейство е публично подиграван с клеветнически стихове, в които се твърди, че Мария-Тереза има извънбрачно дете.

### Френска революция
Мария Тереза напуска Франция със съпруга си след превземането на Бастилията на 14 юли 1789 г., което бележи началото на Френската революция, и се укрива в Торино. Тръгва със свита от тридесет души и продава всичките си бижута.
Когато Графът на Артоа напуска Торино през 1791 г., двойката живее отделно до края на живота си. Графът отказва да ѝ даде разрешение да отиде да живее при него или да го посети, като дори ѝ отказва позволение да присъства на сватбата на сина им херцога на Ангулем с Мария Тереза Шарлота Бурбон-Френска в Митау. Малко след заминаването на съпруга ѝ двамата ѝ синове напускат Торино, за да служат в армията. Мария Тереза е дълбоко натъжена от раздялата и се говори, че мисли да стане монахиня. Тя е разубедена от зълва си Мария-Клотилда Бурбон-Френска, която апелира към чувството ѝ за дълг към децата. През 1792 г. към нея в Торино се присъединява сестра ѝ Мария Жозефина. Тяхното присъствие там е политически чувствително, тъй като нарушава отношенията между Кралство Франция и Кралство Сардиния.
През април 1796 г., когато Сардинската държава е победена от Франция на Наполеон Бонапарт по време на Италианската кампания във Френските революционни войни, Мария Тереза и сестра ѝ Мария Йозефина напускат Торино за Новара паралелно със съпруга на Мария Йозефина, който тръгва от Верона. Мария Йозефина заминава за Австрия, а Мария Тереза приема поканата на баща си да се върне в Торино след мира между Франция и Савоя през май.

### Последни години и смърт
През декември 1798 г., когато Пиемонт е присъединен към Франция, Мария Тереза бяга с една от придворните си дами първо в Клагенфурт, а след това в Грац, Австрийска империя, където ѝ е разрешено да остане. Там тя живее в известна мизерия и страда от параноични атаки, които водят до смъртта ѝ през 1805 г. на 49 години.
Тъй като тя умира преди възкачването на съпруга ѝ на трона, тя не носи титлата „Кралица на Франция“. Погребана е като „графиня на Артоа“ в Императорския мавзолей близо до Катедралата на Грац. По волята ѝ сърцето ѝ е погребано в трезора на балдъза ѝ Клотилда в Неапол десет години след смъртта ѝ.

## Брак и потомство
∞ 17 ноември 1773 в Ловен павилион „Ступиниджи“ за Шарл, граф на Артоа и бъдещ крал на Франция, от когото има двама сина и две дъщери:
- Луи Антоан, херцог на Ангулем (* 6 август 1775, Версай, Кралство Франция; † 3 юни 1844, Гориция, Австрийска империя), дофин и крал на Франция като Луи XIX; ∞ 10 юни 1799 за първата си братовчедка Мария Тереза Шарлота Бурбон-Френска, дъщеря на Луи XVI и на съпругата му Мария-Антоанета Австрийска, от която няма деца
- София д'Артоа, наричана още Мадмоазел д'Артоа (* 5 август 1776, Версай; † 5 декември 1783, Версай)
- Шарл-Фердинанд, херцог дьо Бери (* 24 януари 1778, Версай, † 14 февруари 1820, Париж, Кралство Франция), ∞ 1. 1806 вероятно и тайно за англичанката Ейми Браун, от която има две дъщери. 2. 1816 ∞ за принцеса Мария-Каролина Бурбон-Двете Сицилии, от която има един син и една дъщеря. От три свои метреси има още четирима сина и една дъщеря
- Мария Тереза Луиза д'Артоа, наричана още „Мадмоазел д'Ангулем“ (* 7 януари 1783, Версай, † 22 юни 1783, Шоази льо Роа, Кралство Франция).

- Децата на Мария Тереза
- Луи XIX
- Мадмоазел д'Артоа (вероятен портрет)
- Шарл-Фердинанд